# Big Time Movie
Big Time Movie ist ein US-amerikanischer Fernsehfilm aus dem Jahr 2012, welcher von dem Fernsehsender Nickelodeon zur Fernsehserie Big Time Rush produziert wurde.

## Handlung
Kendall Knight, James Diamond, Carlos Garcia und Logan Mitchell machen sich auf den Weg nach London um ihre Welttournee zu starten. Doch am Flughafen verwechselt Kendall seinen Rucksack, und sie stecken in Schwierigkeiten. Denn im Rucksack ist ein „Werkzeug des Bösen“, welches in den falschen Händen fatale Folgen hat. Nun müssen die vier schnell handeln, um die Welt zu retten und noch pünktlich für ihr Konzert auf der Bühne zu stehen. Sie bekommen einen Crashkurs in Sachen Geheimagenten, um ihre erste Mission zu erfüllen. Doch ihnen sind böse Schurken auf den Fersen. Unter ihnen Maxwell, die britischen Geheimagenten und schwedische Spione sowie der Milliardär und Geschäftsmann Sir Atticus Moon und sie alle wollen das Gerät. Doch Big Time Rush erhält Unterstützung von der MI6-Geheimdienst-Agentin in Ausbildung Penny Lane.

## Produktion
Im November 2011 gab Nickelodeon bekannt, dass die Produktion zum ersten Spielfilm zur Serie, der den Titel Big Time Movie trägt, begonnen hat. Die Dreharbeiten fanden in Vancouver statt und das Drehbuch zum Film wurde von Scott Fellows geschrieben.

## Besetzung
| Name                | Schauspieler            | Synchronstimme     |
| ------------------- | ----------------------- | ------------------ |
| Kendall Knight      | Kendall Schmidt         | Tobias Schmidt     |
| James Diamond       | James Maslow            | Dirk Stollberg     |
| Carlos Garcia       | Carlos Pena Jr.         | Nico Sablik        |
| Logan Mitchell      | Logan Henderson         | Carsten Otto       |
| Katie Knight        | Ciara Bravo             | Lina von der Ahe   |
| Gustavo Rocque      | Stephen Kramer Glickman | Lutz Schnell       |
| Kelly Wainwright    | Tanya Chisholm          | Corinna Riegner    |
| Jennifer Knight     | Challen Cates           | Ulrike Stürzbecher |
| Penny Lane          | Emma Lahana             |                    |
| Agent Lane          | Christopher Shyer       | Bernd Vollbrecht   |
| Atticus Moon        | Trevor Devall           | Fritz Rott         |
| Maxwell             | John DeSantis           | Tino Kießling      |
| MI6 agent #1        | Garry Chalk             | Erich Räuker       |
| MI6 agent #2        | Emily Holmes            | Cathlen Gawlich    |
| Konzertveranstalter | Teach Grant             | Sebastian Schulz   |

## Veröffentlichung
Fernsehen
Die Erstausstrahlung in den USA fand am 10. März 2012 bei Nickelodeon statt. Bei der Premiere hatte der Film 4,2 Millionen Zuschauer. In Deutschland, Österreich und der Schweiz wurde der Film am 22. September 2012 auf Nickelodeon ausgestrahlt.
DVD
In den USA ist der Film am 28. August 2012 zusammen mit Rags auf DVD erschienen.

## Soundtrack
Für den Film wurde die Soundtrack-EP Big Time Movie Soundtrack veröffentlicht, die am 6. März 2012 in den USA erschien, auf der sechs bekannte Beatles-Songs, von Big Time Rush gesungen, zu hören sind. In Deutschland soll der Soundtrack am 21. September 2012 veröffentlicht werden.
1. Help!
2. A Hard Day’s Night
3. Can’t Buy Me Love
4. We Can Work It Out
5. It’s been a Hard Days Night

Des Weiteren sind einige Songs aus dem zweiten Album Elevate von Big Time Rush zu hören.